# Athripsodes setifera
Athripsodes setifera är en nattsländeart som beskrevs av Jacquemart och Statzner 1981. Athripsodes setifera ingår i släktet Athripsodes och familjen långhornssländor. Inga underarter finns listade i Catalogue of Life.